# Theatre of Voices
Theatre of Voices è un ensemble vocale statunitense fondato nel 1992 e specializzato nell'esecuzione di musica antica ma con uno sguardo teso alla musica classica contemporanea.

## Il gruppo
I suoi componenti sono di nazionalità statunitense ed inglese. Il gruppo è stato fondato da Paul Hillier come una strada aperta verso la musica contemporanea mentre il suo gruppo, l'Hilliard Ensemble, era indirizzato verso la musica antica. Hillier fondò il gruppo mentre insegnava all'Università della California.
Il gruppo ha collaborato con numerosi compositori contemporanei come Steve Reich, Arvo Pärt e John Adams. Theatre of Voices ha eseguito la prima di The Cave di Reich con Steve Reich and Musicians. L'opera di Reich Proverb (1995) è stata scritta per l'ensemble Theatre of Voices che hanno eseguito anche la prima di El Niño di Adams (il DVD ha vinto il Grammy).
Il gruppo registra per l'etichetta Harmonia Mundi e svolge regolari tournée all'estero.

## Componenti
- Ellen Hargis - soprano
- Steven Rickards - controtenore
- Paul Elliott - tenore
- Alan Bennett - tenore
- Paul Hillier - baritono
- Christopher Bowers-Broadbent - organo portativo

## Discografia
- 1994 - William Byrd, Motets & Mass for 4 Voices
- 1994 - Orlando di Lasso - St. Matthew Passion; Paschal Vigil
- 1994 - Carols From the Old & New Worlds
- 1994 - Proensa - various medieval
- 1995 - Cantigas from the Court of Dom Dinis  - Cantigas de Santa Maria e canzoni di Joan Airas de Santiago e Dinis I del Portogallo
- 1996 - Thomas Tallis, Lamentations, Motets, String Music
- 1996 - Steve Reich, Proverb/Nagoya Marimbas/City Life
- 1996 - The Age of Cathedrals - Compositori della Scuola di Notre Dame
- 1997 - Arvo Pärt, De Profundis
- 1998 - Carols from the Old & New Worlds, Vol. 2
- 1998 - John Cage, Litany For The Whale
- 1998 - Monastic Song: 12th Century Monophonic Chant
- 1999 - Home to Thanksgiving
- 1999 - Hoquetus - medieval Hockets
- 2000 - Arvo Pärt, I Am The True Vine
- 2001 - Ingram Marshall, Kingdom Come; Hymnodic Delays; Fog Tropes II for String Quartet and Tap
- 2002 - Fragments
- 2006 - The Cries of London, con Fretwork
- 2009 - David Lang, The Little Match Girl Passion & Other Works, con Ars Nova Copenhagen